# Храм нимф

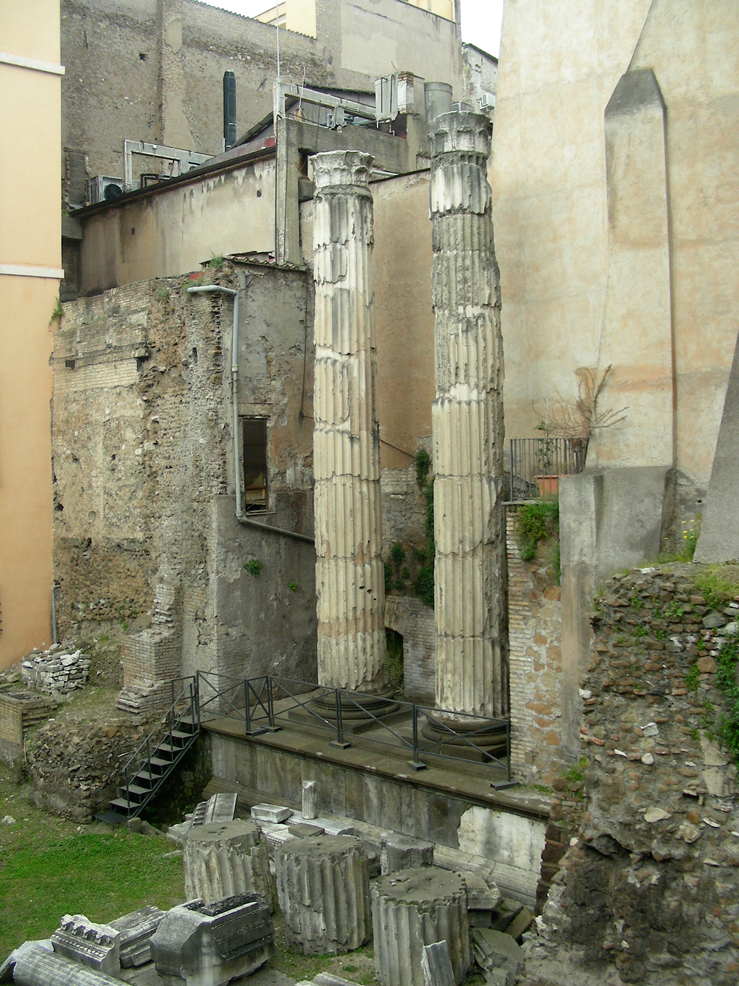
Руины Храма нимф в Риме

Храм нимф ― ныне утраченное древнеримское культовое сооружение, посвящённое нимфам, нимфеум. 
О существовании храма свидетельствуют различные древние источники. С ним отождествляют руины, расположенные вдоль улицы Виа делле Боттеге Оскур . Храм должен был быть основан в IIII― начале II века до н.э. Скорее всего он пострадал во время пожара в городе в I веке до н.э. и во время пожара на Марсовом поле в 80 году н.э.
План храма сохранился в фрагменте Мраморного плана Рима, где он представлен внутри портика Минуции как периферийный храм с восемью колоннами на фасаде (октастиль) и двумя рядами по шесть колонн по бокам. Храм находился в эксцентричном положении относительно четырехстороннего портика, который должен был быть построен вокруг него позднее.
Руины на улице Виа делле Боттеге Оскуре были найдены в 1938 году и оставлены видимыми на стороне современной улицы; две колонны были подняты в 1954 году. Развалины позволяют идентифицировать различные фазы здания: ядро римского бетона внутри подиума восходит ко II веку до нашей эры, база колонн и облом подиума, видимого в данный момент, датируются серединой I века. Архитектурные элементы из мрамора, всё ещё сохранившиеся до наших дней, в том числе фризовая перемычка с жертвенными инструментами эпохи Домициана, возможно, свидетельствуют о реставрации после пожара 80-го года.
По мнению некоторых ученых, храм на Виа делле Боттеге Оскуре следует отождествлять с храмом Ларам Пермарини.

## Галерея

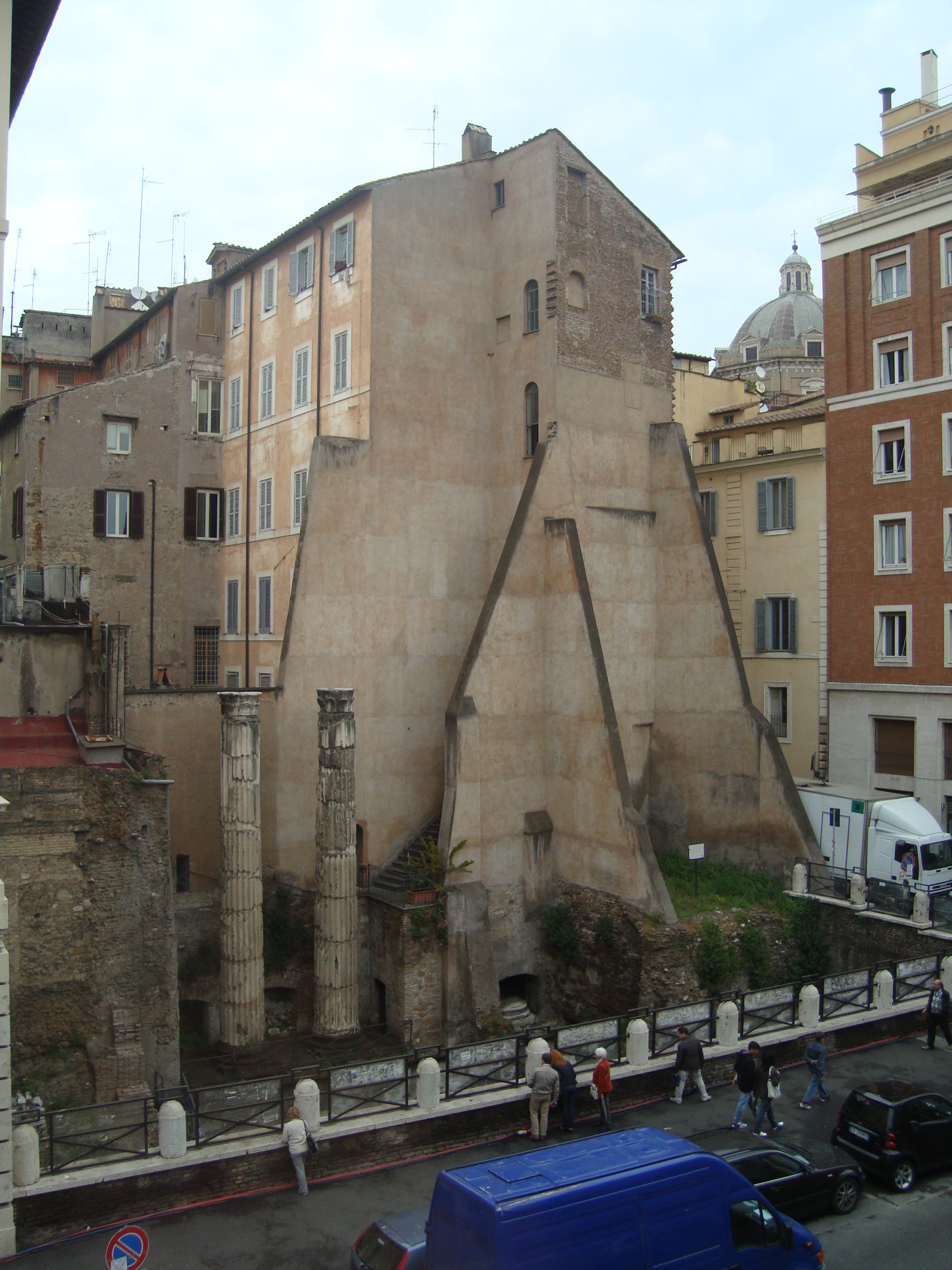
Вид на развалины
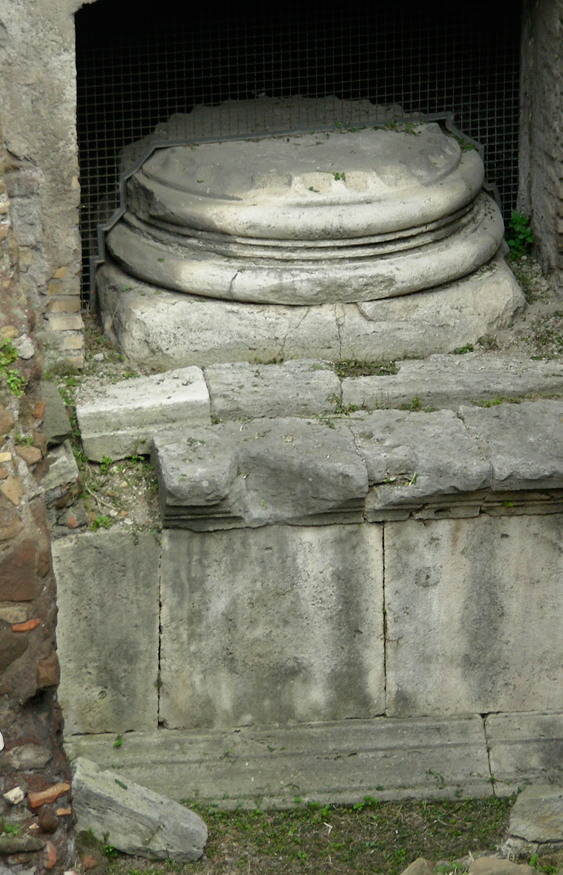
Подиум
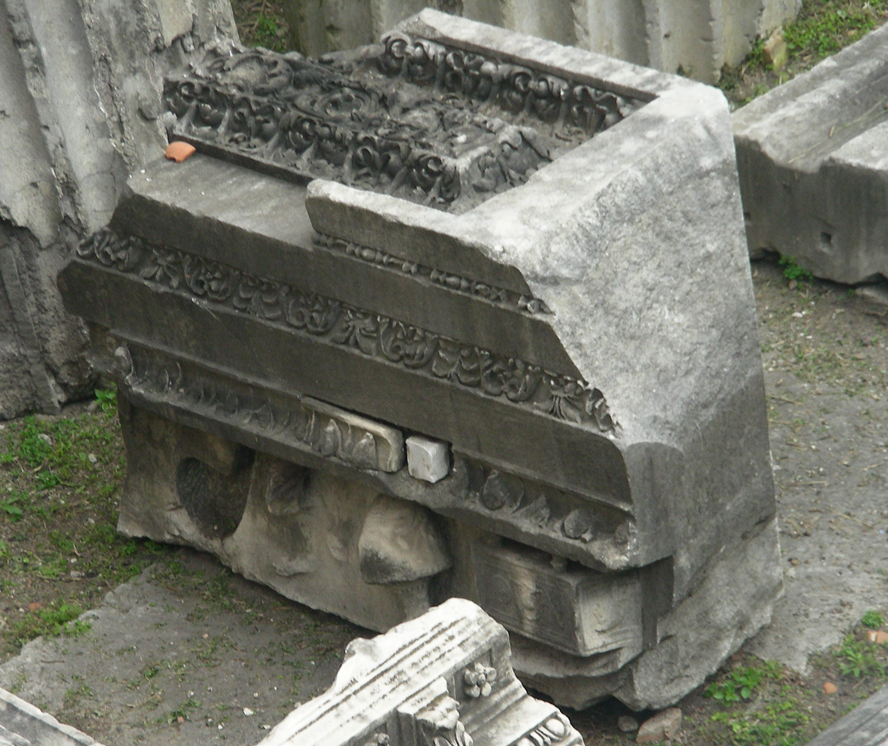
Часть развалин